# Mordechai Elijahu

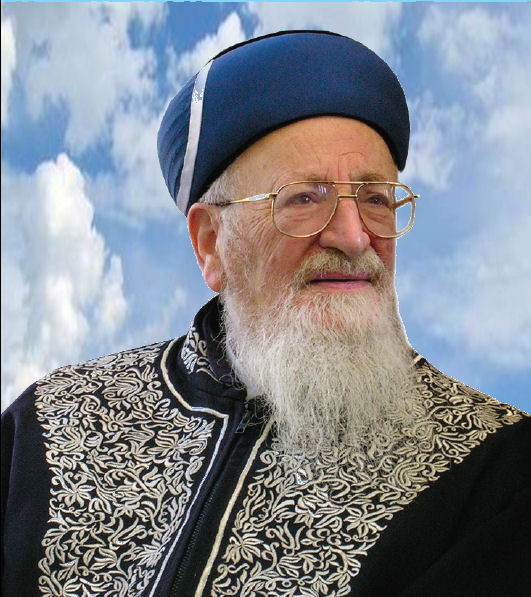
Mordechai Elijahu

Rav Mordechai Tzemach Elijahu (hebräisch מרדכי אליהו; geboren 3. März 1929 in Jerusalem; gestorben 7. Juni 2010 ebenda) war ein israelischer orthodoxer Rabbiner, jüdischer Gelehrter und Kabbalist und bekleidete die Funktionen des sephardischen Großrabbiners von Israel und Beʾer Scheva.
Geboren in der Jerusalemer Altstadt in eine aus dem Irak stammende Familie (Eltern: Rabbi Saliman und Masal Elijahu), war er eine Führungsfigur des Misrachi. 
Nach der Staatsgründung Israels wurde er zu einem Gründungsmitglied des Brit haKanaʿim, einer Gruppierung, die gegen den säkularen Staat kämpfte. Nachdem er während einer Knesset-Abstimmung über die Militärpflicht für Frauen dabei gesehen wurde, wie er sich mit Brennstoff auf dem Dach der Knesset befand, wurde er festgenommen und für eine Zeit lang inhaftiert.
1960 wurde er Mitglied des rabbinischen Beth Din in Beʾer Scheva und war zu diesem Zeitpunkt der jüngste Richter Israels. Damals war er auch für vier Jahre Oberrabbiner von Beʾer Scheva. Danach war er bis zu seinem Tode Mitglied des höchsten Beth Dins in Jerusalem. Von 1983 bis 1993 war er auch sephardischer Oberrabbiner des Staates Israel.
An seiner Beerdigung auf dem Har HaMenuchot in Jerusalem nahmen über einhunderttausend Menschen teil.
Sein Sohn Schmuel Elijahu ist wie Mordechai und dessen Vater ebenfalls orthodoxer Rabbiner. Er ist sephardischer Oberrabbiner von Safed.